# Buckhannon
Buckhannon è un comune degli Stati Uniti d'America, nella contea di Upshur nello Stato della Virginia Occidentale.